# Statilia major
Statilia major är en bönsyrseart som beskrevs av Werner 1922. Statilia major ingår i släktet Statilia och familjen Mantidae. Inga underarter finns listade i Catalogue of Life.